# 野崎韶夫
野崎 韶夫（のざき よしお、1906年4月27日 - 1995年6月20日）は、ロシア演劇研究者。
福島県生まれ。早稲田大学文学部露文科中退。1928-32年モスクワ、レニングラードで学び、南満州鉄道の『東方評論』で日本紹介の仕事をする。敗戦後抑留され、帰国後は演劇評論、翻訳などを行い、のち早稲田大学文学部教授。76年定年、名誉教授。

## 著書
- 『ロシヤ語会話 英語対照』大学書林 1965
- 『ボリショイ・バレエへの招待』山本成夫写真 講談社 1983
- 『ロシアバレエの黄金時代』新書館 1993

### 共編著
- 『和露小辞典』橋本みさご共編 大学書林 1967
- 『露西亜学事始内村剛介・江川卓・井桁貞敏・橘徳・雨宮潔・高野明共著、芹川嘉久子聞き手 日本エディタースクール出版部 1982

### 翻訳
- ノヴイツキイ,マルゴーリン『現代のソヴェト演劇』訳編 ナウカ社 1934
- ペ・マールコフ,エヌ・チューシキン共著『モスクワ芸術座五十年史』筑摩書房 1953
- V.S.イヴァノフ「装甲列車14-69」『現代世界戯曲選集 第3』白水社 1954
- P.ヤーリツェフ「密林地帯」『現代世界戯曲選集 第7』白水社 1954
- ゴーゴリ原作 ブルガーコフ脚色『死せる魂』白水社 現代海外戯曲 1955
- クリスチ『「俳優修業」解説』未来社てすぴす叢書 1956
- チェーホフ「三人姉妹」『ロシア文学全集 第10巻』修道社 1957
- ゴルチャコーフ『モスクワ芸術座の演劇修業』筑摩書房 1958
- ゴーゴリー「検察官」『世界文学大系 第80』筑摩書房 1963
- ゴーリキー「どん底」『世界文学全集 第44』筑摩書房 1968
- 『現代世界演劇 14 (リアリズム劇 3)』恐怖(A.アフィノゲーノフ) とわに生きるもの(B.ローゾフ）白水社 1971
- グリゴーリイ・クリースチ『スタニスラーフスキイシステムによる俳優教育』佐藤恭子共訳 白水社 1971
- 『ソビエト現代劇集』編訳 白水社 1981
- B.リヴォーフ=アノーヒン他『マイヤ・プリセツカヤ』プログレス出版所 1981